# Bertrand Schnerb
 (juin 2024).
Pour les articles homonymes, voir Schnerb.
Bertrand Schnerb (né en 1957) est un historien médiéviste français.

## Biographie
Bertrand Schnerb est depuis 2022 Professeur émérite d'histoire médiévale à l’université de Lille, au sein de laquelle il participe aux travaux de l'Institut de recherches historiques du Septentrion (IRHIS). Il est vice-président du Centre Européen d’Études Bourguignonnes.
Ses recherches concernent l'Histoire de l’État Bourguignon aux XIVe et XVe siècles (les institutions politiques et militaires, la société politique, la noblesse, la religion et la culture à la cour de Bourgogne).
Licencié en Droit (1978), agrégé d'histoire (1984), docteur (1988) et habilité à diriger des recherches (1997).
Il a été Maître de Conférences à l'Université de Paris IV-Sorbonne de 1989 à 1998.
Chevalier dans l'Ordre National de la Légion d'Honneur.

## Télévision
Un vendredi en enfer (la bataille d'Azincourt) sur ARTE.
En 2015 ainsi qu’en 2020, il participe à l'émission Secrets d'Histoire consacrée à Jeanne d'Arc, intitulée Jeanne d'Arc, au nom de Dieu, diffusée le 22 septembre 2015 sur France 2.
Emission de la série Des racines et des ailes consacrée à la Bourgogne
2021: Emission de la série Secrets d'Histoire consacrée à Marie de Bourgogne.

## Œuvres

### Ouvrages
- Les Armagnacs et les Bourguignons : la maudite guerre, Paris, Perrin, coll. « Passé simple », 1988, 309 p. (ISBN 2-262-00521-4)Réédition : Armagnacs et Bourguignons : la maudite guerre, Paris, Perrin, coll. « Tempus » (no 282), 2009, 409 p., poche (ISBN 978-2-262-02732-2, présentation en ligne).
- Bulgnéville (1431). L’État bourguignon prend pied en Lorraine, Paris, Économica, 1993, 186 p. (Préface de Philippe Contamine, membre de l’Institut)
- Enguerrand de Bournonville et les siens. Un lignage noble du Boulonnais aux XIVe et XVe siècles, Paris, Presses de l’Université de Paris-Sorbonne, 1997, 384 p. (Prix de La Fons-Mélicocq décerné par l’Académie des Inscriptions et Belles-Lettres)
- L'État bourguignon : 1363-1477, Paris, Perrin, 1999, 474 p. (ISBN 2-262-01126-5, présentation en ligne)Réédition : L'État bourguignon : 1363-1477, Paris, Perrin, coll. « Tempus » (no 105), 2005, 474 p., poche (ISBN 2-262-02360-3, présentation en ligne).
- « L’honneur de la maréchaussée ». Maréchaux et maréchalat en Bourgogne des origines à la fin du Moyen Age, Turnhout, Brepols (coll. Burgundica), 2000, 268 p.
- Jean sans Peur, le prince meurtrier, Paris, Payot, coll. « Biographie Payot », 2005, 824, (4 p. de pl.), 23 cm (ISBN 2-228-89978-X, présentation en ligne).
- La noblesse au service du prince. Les Saveuse : un hostel noble de Picardie au temps de l’État bourguignon, Turnhout, Brepols, 2018 (coll. Burgundica, n° 27).
- Philippe le Bon. Le duc de Bourgogne qui ne voulut pas être roi, Paris, 2024.

### Direction d'ouvrages collectifs
- [avec Ph. Contamine et Th. Dutour] Commerce, finances et société (XIe – XVIe siècles). Recueil de travaux d’Histoire médiévale offert à M. le Professeur Henri Dubois, Paris, PUPS, 1993.
- Marie, l’héritage de Bourgogne, Paris, Somogy, 2000.
- Les étrangers à la Cour de Bourgogne. Statut, identité, fonctions (numéro thématique de la Revue du Nord, nos  345-346, tome 84, avril/septembre 2002), Villeneuve-d’Ascq, 2002.
- L’Église et la société entre Seine et Rhin (Ve – XVIe siècle). Recueil d’études d’Histoire du Moyen Age en l’honneur de Bernard Delmaire, (numéro thématique de la Revue du Nord, nos  356-357, tome 86, juillet-décembre 2004), Villeneuve-d’Ascq, 2005.
- [avec W. Paravicini], Paris, capitale des ducs de Bourgogne, Ostfildern, 2007.
- Le héraut, figure européenne (numéro thématique de la Revue du Nord, nos  366-367, tome 88, juillet-décembre 2006), Villeneuve-d’Ascq, 2007.
- [avec W. Paravicini], La face noire de la splendeur. Crimes, trahisons et scandales à la cour de Bourgogne aux XIVe et XVe siècles, numéro thématique de la Revue du Nord, n° 380, t. 91, avril-juin 2009.
- [avec Michael A. Chisholm et Heinz Noflatscher], Maximilian I. 1459-1519. Wahrnehmung – Übersetzungen – Gender, Innsbruck, 2011.
- [avec E. Bousmar, J. Dumont et A. Marchandisse], Femmes de pouvoir, femmes politiques durant les derniers siècles du Moyen Âge et au cours de la première Renaissance, Bruxelles, 2012.
- La guerre à la fin du Moyen Âge : information, communication, action (numéro thématique de la Revue du Nord, n° 402, tome 95, octobre/décembre 2013), Villeneuve-d’Ascq, 2013.
- [avec E. Bousmar, A. Marchandisse, C. Masson], La bâtardise et l’exercice du pouvoir en Europe du XIIIe au début du XVIe siècle, (numéro hors série de la Revue du Nord , n° 31, 2015), Villeneuve-d’Ascq, 2015.
- [avec A. Marchandisse], Autour d’Azincourt. Une société face à la guerre (v. 1370-v. 1420), (numéro hors série de la Revue du Nord , n° 35, 2017), Villeneuve-d’Ascq, 2017.
- Pour la singuliere affection qu’avons a luy. Études bourguignonnes offertes à Jean-Marie Cauchies, P. Delsalle, G. Docquier, A. Marchandisse et B. Schnerb (éd.), Turnhout, 2017.

### Articles
- « Les funérailles de Jean sans Peur », Annales de Bourgogne, t. 54,‎ 1982, p. 122-134 (lire en ligne).
- « Un aspect de la politique financière de Jean sans Peur : la question des dépenses de guerre », Publication du Centre européen d’études bourguignonnes, n° 27 (1987), p. 113-128.
- « La bataille rangée dans la tactique des armées bourguignonnes au début du 15e siècle : essai de synthèse », Annales de Bourgogne, t. LXI, no 241,‎ janvier-mars 1989, p. 5-32 (lire en ligne).
- « Caboche et Capeluche : les insurrections parisiennes au début du XVe siècle », dans F. Bluche et S. Rials (dir.), Les révolutions françaises, Paris, Fayard, 1989, p. 113-130.
- « Un thème de recherche : l’exercice de la justice dans les armées des ducs de Bourgogne (fin XIVe-fin XVe s.) », dans Publication du Centre européen d’études bourguignonnes, n° 30 (1990), p. 99-115.
- « La préparation des opérations militaires au début du XVe siècle : l’exemple d’un document prévisionnel bourguignon », dans Guerre et société en France, en Angleterre et en Bourgogne, XIVe – XVe siècle, P. Contamine, C. Giry-Deloison et M. Keen (dir.), Lille, 1991, p. 189-196.
- « Une ordonnance militaire inédite de Charles le Téméraire (26 mars 1473) », Revue belge d’Histoire militaire, XXIX/1 (1991), p. 1-14.
- « Bourgogne et Savoie au début du XVe siècle : évolution d’une alliance militaire », Publication du Centre européen d’études bourguignonnes, n° 32 (1992), p. 13-29.
- « Un capitaine italien au service de Jean sans Peur : Castellain Vasc », Annales de Bourgogne, t. 64, no 253,‎ janvier-mars 1992, p. 5-38 (lire en ligne).
- « Le cheval et les chevaux dans les armées des ducs de Bourgogne au XIVe siècle », dans Commerce, finances et société (XIe – XVIe siècles). Recueil de travaux d’Histoire médiévale offert à M. le Professeur Henri Dubois, P. Contamine, T. Dutour et B. Schnerb (dir.), Paris, Presses Universitaires de Paris-Sorbonne, 1993, p. 71-87.
- « Un projet d’expédition contre Calais (1406) », dans Les champs relationnels en Europe du Nord-Ouest des origines à la fin du Premier Empire, Calais, 1994, p. 179-192.
- « Un service funèbre célébré pour Jean sans Peur à Saint-Vaast d’Arras le 22 octobre 1419 », Publication du Centre européen d’études bourguignonnes, n° 34 (1994), p. 105-122.
- « Un monastère dans la guerre : l’abbaye du Mont-Saint-Éloi (fin XIVe-début XVe siècle) », dans La guerre, la violence et les gens, P. Contamine et O. Guyotjeannin (dir.), Paris, CTHS, 1996, p. 101-117.
- « L’activité de la Chambre des comptes de Dijon entre 1386 et 1404 d’après le premier livre de ses mémoriaux », dans La France des principautés. Les Chambres des comptes XIVe et XVe siècles (Actes du colloque de Moulins-Yzeure d’avril 1995), P. Contamine et O. Mattéoni (dir.), Paris, 1996, p. 55-64.
- « Le contingent franco-bourguignon à la croisade de Nicopolis », Annales de Bourgogne, t. 68 « Actes du colloque international « Nicopolis, 1396-1996 », Dijon 1996 »,‎ 1992, p. 59-74 (lire en ligne).
- « Ex nobili genere procreati : l’image des nobles devant la justice dans l’espace bourguignon (fin XIVe-fin XVe siècle) », Publication du Centre européen d’études bourguignonnes, n° 37 (1997), p. 195-204.
- « Les capitaines de châteaux dans les duché et comté de Bourgogne au XIVe siècle », dans Le château médiéval et la guerre dans l’Europe du Nord-Ouest. Mutations et adaptations, A. Salamagne et R. Le Jan (dir.), Villeneuve-d’Ascq, 1998, p. 123-131.
- « Burgundy », dans The New Cambridge History of Europe, VII, c. 1415-c.1500, C. Allmand (dir.), Cambridge UP, 1998, p. 431-456.
- « La Chambre des comptes de Dijon entre 1386 et 1404 d’après le premier registre de ses mémoriaux », dans Les Chambres des comptes XIVe et XVe siècles (Textes et documents), P. Contamine et O. Mattéoni (dir.), Paris, 1998, p. 29-41.
- « Arras en 1414 : entre paix et guerre », dans Denis Clauzel, Charles Giry-Deloison et Christophe Leduc (dir.), Arras et la diplomatie européenne (XVe – XVIe siècle), Arras, Artois presses université, coll. « Histoire », 1999, 428 p. (ISBN 2-910663-40-X, présentation en ligne), p. 47-64.
- « La politique des ducs de Bourgogne Philippe le Hardi et Jean sans Peur en matière de fortifications urbaines (1363-1419) », dans Gilles Blieck, Philippe Contamine, Nicolas Faucherre et Jean Mesqui (dir.), Les enceintes urbaines (XIIIe – XVIe siècle), Paris, Éditions du Comité des travaux historiques et scientifiques, 1999, 352 p. (ISBN 2-7355-0378-X, lire en ligne), p. 345-352.
- « Troylo da Rossano et les Italiens au service de Charles le Téméraire : avec deux pièces justificatives », Francia, Stuttgart, Jan Thorbecke Verlag, nos 26/1 (1999),‎ 2000, p. 103-128 (lire en ligne).
- « La plus grande héritière du monde », dans Marie, l’héritage de Bourgogne, Paris, Somogy, 2000, p. 21-37.
- « Fortune et infortunes de messire Tassin Gaudin (1405-1435) », dans Guerre, pouvoir et noblesse au Moyen Age. Mélanges en l’honneur de Philippe Contamine, J. Verger et J. Paviot (dir.), Paris, Presses Universitaires de Paris-Sorbonne, 2000, p. 629-639.
- « Piété et culture d’une noble dame au milieu du XVe siècle : l’exemple de Marguerite de Bécourt, dame de Santes », dans Au cloître et dans le monde. Mélanges en l’honneur de Paulette L’Hermite-Leclercq, P. Henriet et A.-M. Legras (dir.), Paris, Presses Universitaires de Paris-Sorbonne, 2000, p. 235-245.
- « L’éducation d’un jeune noble à la cour de Philippe le Bon d’après les Enseignements paternels de Ghillebert de Lannoy », dans Liber amicorum Raphaël De Smedt, III, Historica, J. Paviot (dir.), Louvain/Leuven, 2001, p. 113-132.
- « Jean de Villiers, seigneur de L’Isle-Adam, vu par les chroniqueurs bourguignons », Publications du Centre européen d’études bourguignonnes, 41 (2001), p. 105-121.
- Avant-propos de la réédition de : R. Vaughan, John the Fearless. The Growth of Burgundian Power, Woodbridge, 2002.
- « Les ambassadeurs bourguignons sous le principat de Philippe le Bon », dans Auswärtige Politik und internationale Beziehungen im Mittelalter (13. bis 16 Jahrhundert), D. Berg, M. Kintzinger, P. Monnet (dir.), Bochum, 2002, p. 223-231.
- « Les capitaines de Jean sans Peur, duc de Bourgogne (1404-1419) », dans Alain Marchandisse et Jean-Louis Kupper (dir.), « À l'ombre du pouvoir » : les entourages princiers au Moyen Âge, Liège, Publications de l'Université de Liège, coll. « Bibliothèque de la Faculté de Philosophie et Lettres de l'Université de Liège » (no 283), 2003, 412-20 p. (ISBN 2-870-19-283-5), p. 329-342.
- [avec Franck Viltart] « Olivier de La Marche et la garde du duc Charles de Bourgogne (1473-1477) », Publication du Centre européen d’études bourguignonnes, n° 43 (2003), p. 125-136.
- « Le recrutement social et géographique des armées des ducs de Bourgogne (1340-1477) », Guerre, pouvoir, principauté. Cahiers du Centre de recherches en Histoire du droit et des institutions, n° 18 (2002), [Bruxelles, 2004], p. 53-67.
- « Familiarissimus domini ducis. La succession des favoris à la cour de Bourgogne au début du XVe siècle », dans Der Fall des Günstlings. Hofpartei in Europa vom 13. bis zum 17. Jahrhundert. 8. Symposium der Residenzen-Kommision der Akademie der Wissenschaften zu Göttingen, J. Hirschbiegel et W. Paravicini (dir), Ostfildern, 2004, p. 177-189.
- « Pour le bien et profit de notre ost ». La réglementation et le pouvoir réglementaire dans les armées des ducs de Bourgogne-Valois », dans Le pouvoir réglementaire : dimension doctrinale, pratiques et sources, XVe et XVIIIe siècles (actes du colloque de Mulhouse des 11 et 12 octobre 2002), A. J. Lemaître et O. Kammerer (dir.), Rennes, 2004, p. 97-105.
- « Lourdin, seigneur de Saligny († 1446). Une carrière à la cour de Bourgogne », Francia, 31/1, 2004, p. 45-93.
- Conclusions du colloque Le médiéviste et la monographie familiale : sources, méthodes et problématiques, M. Aurell (dir.), Turnhout, Brepols, 2005, p. 299-308.
- « Un acte de Jean sans Peur en faveur des dominicaines de La Thieuloye (1414) », Revue du Nord, n ° 356-357 (2004/3-4), p. 729-740.
- « Anglais et Écossais dans les armées des ducs de Bourgogne au début du XVe siècle », dans Guerra y Diplomacia en la Europa Occidental 1280-1480 (XXXI Semana de Estudios Medievales, Estella 19-23 juillet 2004), Pampelune, 2005, p. 323-335.
- « Musique, jeux et apertises à la cour de Jean sans Peur, duc de Bourgogne », Publication du Centre européen d’études bourguignonnes, n° 45 (2005), p. 7-21.
- « Les ducs de Bourgogne et les principautés bourguignonnes (1361-1419) », dans L’art à la cour de Bourgogne. Le mécénat de Philippe le Hardi et de Jean sans Peur (1364-1419). Catalogue de l’exposition tenue à Dijon du 28 mai au 15 septembre 2004, Paris, 2004, p. 27-33.
- « Piété et dévotion des ducs de Bourgogne Philippe le Hardi et Jean sans Peur », Ibid., p. 71-74.
- « La piété et les dévotions de Philippe le Bon, duc de Bourgogne (1419-1467) », Comptes-rendus des séances de l’Académie des Inscriptions et Belles-Lettres, 2005, p. 1319-1344.
- « Un seigneur auvergnat à la cour de Bourgogne : Renaud II, vicomte de Murat », dans l’Annuaire-Bulletin de la Société de l’Histoire de France, 2005, p. 105-126.
- « Vassals, Allies and Mercenaries : The French Army before and after 1346 », dans A. Ayton et Ph. Preston (dir.), The Battle of Crécy, 1346, Woodbridge, 2005, p. 265-272.
- « Rois d’armes, hérauts et poursuivants à la cour de Bourgogne sous Philippe le Hardi et Jean sans Peur (1363-1419) », dans Le héraut, figure européenne (Revue du Nord, n° 366-367, t. 88 – juillet-décembre 2006), B. Schnerb (dir.), Villeneuve-d’Ascq, 2006, p. 529-557.
- « Les livres de Marguerite de Bécourt, dame de Santes », dans Livres et lectures de femmes en Europe entre Moyen Âge et Renaissance, A.-M. Legaré (dir.), Turnhout, 2007, p. 211-220.
- « Tournai et Azincourt : l’histoire d’un désastre », dans Campin in Context. Peinture et société dans la vallée de l’Escaut à l’époque de Robert Campin, 1375-1445, L. Nys et D. Vanwijnsberghe, Valenciennes, Bruxelles, Tournai, 2007, p. 51-61.
- « L’office de la cuisine à la cour de Bourgogne sous le duc Jean sans Peur (1404-1419) », dans Publication du Centre européen d’études bourguignonnes n° 47 (2007), p. 37-54.
- « Jean sans Peur, Paris et l'argent », dans Werner Paravicini et Bertrand Schnerb (dir.), Paris, capitale des ducs de Bourgogne, Ostfildern, Jan Thorbecke Verlag, coll. « Beihefte der Francia » (no 64), 2007, 496 p. (ISBN 978-3-7995-7459-4, lire en ligne), p. 263-298.
- « L'affaire Jean Bertrand », dans Werner Paravicini et Bertrand Schnerb (dir.), Paris, capitale des ducs de Bourgogne, Ostfildern, Jan Thorbecke Verlag, coll. « Beihefte der Francia » (no 64), 2007, 496 p. (ISBN 978-3-7995-7459-4, lire en ligne), p. 389-398.
- [avec Werner Paravicini], « Les “investissements” religieux des ducs de Bourgogne à Paris », dans Paris, capitale des ducs de Bourgogne, W. Paravicini et B. Schnerb (dir.), Ostfildern, 2007, p. 185-218.
- « “Les poires et les pommes sont bonnes avec le vin !” ou comment prendre une ville par trahison au milieu du XVe siècle », dans Publication du Centre européen d’études bourguignonnes, n° 48 (2008), p. 115-146.
- « La croix de Saint-André, ensaigne congnoissable des Bourguignons », dans Signes et couleurs des identités politiques du Moyen Âge à nos jours, M. Aurell (dir.), Rennes, Presses universitaires de Rennes, 2008, p. 45-55.
- « Des Bretons à la cour de Bourgogne sous les deux premiers ducs de la Maison de Valois (du milieu du XIVe au début du XVe siècle », dans Le prince, l’argent, les hommes au Moyen Âge. Mélanges offerts à Jean Kerhervé, J.-Chr. Cassard, Y. Coativy, A. Gallicé, D. Lepage (dir.), Rennes, 2008, p. 457-475.
- « Morelet de Béthencourt. Service, carrière et délinquance en milieu de cour », dans La face noire de la splendeur. Crimes, trahisons et scandales à la cour de Bourgogne aux XIVe et XVe siècles, numéro thématique de la Revue du Nord, n° 380, t. 91, avril-juin 2009, W. Paravicini et B. Schnerb (dir.), Villeneuve-d’Ascq, 2009, p. 449-472.
- « La bataille de Nicopolis, 1397. Un échec militaire majeur de la Chrétienté latine », dans Histoire du monde au XVe siècle, P. Boucheron (dir.), Paris, 2009, p. 295-298.
- « Les ducs de Bourgogne de la Maison de Valois et les frères mendiants : une approche documentaire », dans Économie et religion. L’expérience des ordres mendiants (XIIIe – XVe siècle), N. Bériou et J. Chiffoleau (dir.), Lyon, 2009, p. 271-317.
- « Des nobles de Bohême à la cour de Bourgogne au temps des ducs de la Maison de Valois », dans La noblesse et la croisade à la fin du Moyen Âge (France, Bourgogne, Bohême), M. Nejedlý et J. Svatek (dir.), Toulouse, 2009. p. 111-130.
- « Noblesse et pouvoir princier dans les pays bourguignons au temps de Jean sans Peur (1404-1419) », dans Marco Gentile et Pierre Savy (dir.), Noblesse et États princiers en Italie et en France au XVe siècle, Rome, École française de Rome, coll. « Collection de l'École française de Rome » (no 416), 2009, 434 p. (ISBN 978-2-7283-0839-2, présentation en ligne), p. 11-28.
- « Louis XI, roi chasseur », dans Louis XI, une figure controversée, M.-M. Castellani et F. McIntosh (dir.), numéro thématique de Bien dire et bien aprandre. Revue de Médiévistique, n° 27, 2010, p.69-84.
- « Charles V au miroir du Songe du Vergier » dans J. Devaux et A. Marchandisse (dir.), Le prince en son Miroir. Littérature et politique sous les premiers Valois (n° thématique de la revue Le Moyen Age, t. 116, fasc. 3-4), 2010, p. 545-559.
- [avec Alain Marchandisse], « Le livre de prière de Robert et Marguerite, seigneur et dame de Wavrin (fin du XIVe siècle) », dans Publication du Centre européen d'études bourguignonnes (XIVe-XVIe s.), 2010, n° 50, p. 255-278.
- « Présence et influence des femmes à la cour de Bourgogne : quelques réflexions historiographiques », dans Femmes à la cour de Bourgogne. Présence et influence, D. Eichberger, A.-M. Legaré et W. Hüsken (dir.), Turnhout, 2010, p. 3-9.
- « Le Banquet des Vœux à la cour de Bourgogne. Une approche historiographique » dans Les Vœux du Paon de Jacques de Longuyon et leur rayonnement à la fin du Moyen Âge, C. Gaullier-Bougassas (dir.), Paris, 2011, p. 307-319.
- « L’exercice de la justice en temps de guerre dans l’espace bourguignon », dans Justice et guerre de l’Antiquité à la Première Guerre mondiale, M. Houllemare et Ph. Nivet (dir.), Amiens, 2011, p. 29-39.
- « Jean Canard, chancelier de Philippe le Hardi, duc de Bourgogne », dans De part et d’autre des Alpes (II).Chancelleries et chanceliers des princes à la fin du Moyen Âge, G. Castelnuovo et O. Mattéoni (dir.), Chambéry, 2011, p. 197-213.
- « Sauver les meubles. A propos de quelques traités de capitulation de forteresses du début du XVe siècle », dans Faire la paix et se défendre – actes du colloque organisé à Paris les 11 et 12 janvier 2010, G. Naegle (dir.), Munich, 2012, p. 215-264.
- « Le crime de Guillaume Cotelin », dans La guerre à la fin du Moyen Âge : information, communication, action (numéro thématique de la Revue du Nord, n° 402, tome 95, octobre/décembre 2013, B. Schnerb (dir.), Villeneuve-d’Ascq, 2013, p. 1003-1015.
- [avec Alain Marchandisse], « La bataille du Liège », dans Écrire la guerre, écrire la paix (Actes du 136e Congrès national des Sociétés historiques etscientifiques, Perpignan 2011), CDRom, S. Mazauric (dir.), Paris, 2013, p. 29-41.
- « Le Saint Esperit vous ait en sa sainte garde. Quelques remarques sur la correspondance des ducs de Bourgogne (fin XIVe-début XVe s.) », dans L’épistolaire politique I. Gouverner par les lettres, B. Dumézil et L. Vissière (dir.), Paris, 2014, p. 35-51.
- « Le corps armé du prince. Le duc de Bourgogne en guerre », dans Le corps du prince au cœur des rituels de la cour. Actes du colloque international organisé en l’honneur d’Agostino Paravicini-Bagliani – Liège et Louvain/Leuven – 17-19 novembre 2011. Micrologus, XXII, 2014, p. 297-315.
- « Des bâtards nobles au service du prince : l’exemple de la cour de Bourgogne (fin XIVe-début XVe siècle) », dans La bâtardise et l’exercice du pouvoir en Europe du XIIIe au début du XVIe siècle, E. Bousmar, A. Marchandisse, C. Masson et B. Schnerb (dir.), (n° hors série de la Revue du Nord, collection Histoire, n° 31), Villeneuve-d’Ascq, 2015, p. 91-112.
- « The Kingdom of France on the Eve of the battle of Agincourt » dans The Battle of Agincourt, A. Curry et M. Mercer (dir.), Royal Armouries, 2015, p. 19-35.
- « Le cheval dans la guerre (v. 1400-v. 1500) », dans Chevaliers et bombardes. D’Azincourt à Marignan. 1415-1515 (catalogue de l’exposition présentée au musée de l’Armée du 7 octobre 2015 au 24 janvier 2016), Paris, Musée de l’Armée, 2015, p. 90-97.
- « Les insurrections à Paris au temps de la guerre civile des Armagnacs et des Bourguignons », dans Le Paris du Moyen Âge, B. Bove et C. Gauvard (dir.), Paris, 2014, p. 237-262.
- [avec A. Marchandisse], « Chansons, ballades et complaintes de guerres au XVe siècle : entre exaltation de l’esprit belliqueux et mémoire des événements », dans Les paysages sonores du Moyen Âge à la Renaissance, L. Hablot et L. Vissière (dir.), Rennes, 2015, p. 113-124.
- « Le cheval d’armes en Bourgogne (milieu XIVe-fin XVe s.) », dans Le cheval dans la culture médiévale, dir. B. Andematten, A. Paravicini-Bagliani, E. Pibiri, Florence, 2015 (Micrologus Library, 69), p. 67-87.
- « The French Army in the early 15th century. Organization and recruitment », dans Medieval Warfare – 2015 Special Edition, p. 24-30.
- « Quand le diable prend la plume. Une lettre de Lucifer à son lieutenant ès parties d’Occident », dans L’épistolaire politique II. Authentiques et autographes, B. Dumézil et L. Vissière (dir.), Paris, 2016, p. 185-196.
- « Vie et mort d’un croisé de Nicopolis : Enguerrand VII, seigneur de Coucy », dans Publications du Centre européen d’études bourguignonnes, n° 56, 2016, p. 83-105.
- « La chevalerie médiévale : de l’apogée aux remises en cause », dans L'âge d'or de la cavalerie, dir. F. Chauviré et B. Fonck, Paris, 2015.
- « La mort des serviteurs du prince à la cour de Bourgogne au XVe siècle », dans Mourir à la cour. Normes, usages et contingences funéraires dans les milieux curiaux à la fin du Moyen Âge et à l’Époque moderne, B. Andenmatten et E. Pibiri (dir.), Lausanne, 2016 (Cahiers Lausannois, 55), p. 63-78.
- [avec A. Marchandisse] « L’usage de la signature par les premiers ducs de Bourgogne de la Maison de Valois », dans Manu propria. Vom eigenhändigen Schreiben der Mächtigen (13.-15. Jahrhundert), Cl. Feller et Chr. Lackner (éd.), Vienne, 2016, p. 263-279.
- « Compagnons aventureux et mercenaires dans les armées des ducs de Bourgogne au début du XVe siècle », dans Routiers et mercenaires pendant la guerre de Cent ans, G. Pépin, F. Lainé et F. Boutoulle, Bordeaux, 2016, p. 267-276.
- « La piété de Charles le Téméraire », dans Et l’homme dans tout cela ? Von Menschen, Mächten und Motiven. Festschrift für Heribert Müller zum 70. Geburtstag, G. Annas et J. Nowak, Stuttgart, 2017, p. 669-684.
- « Les montres d’armes, source de l’étude de la société militaire à la fin du Moyen Âge : l’exemple bourguignon », Revue du Nord, tome 99, n° 422, octobre-décembre 2017, p. 671-690.
- – [avec A. Marchandisse] « Le testament de Jean III de Luxembourg et de Jeanne de Béthune (17 avril 1430) », dans Pour la singuliere affection qu’avons aluy. Études bourguignonnes offertes à Jean-Marie Cauchies, P. Delsalle, G. Docquier, A. Marchandisse et B. Schnerb (éd.), Turnhout, 2017, p. 291-309.
- « Le testament de Jean Canard, évêque d’Arras (26 février 1405) », dans Évêques et cardinaux princiers et curiaux (XIVe-début XVIe siècle). Des acteurs du pouvoir, M. Maillard-Luypaert, A. Marchandisse et B. Schnerb (éd.), Turnout, 2017, p. 109-122.
- « A l’encontre des Anglois. Les défenseurs de la Normandie entre 1417 et 1419 », dans La guerre en Normandie XIe – XVe siècle, A. Curry et V. Gazeau (éd.), Presses Universitaires de Caen, 2018, p. 195-215.
- « The Jurisdiction of the Constable and Marshals of France in the Later Middle Ages », dans Courts of Chivalry and Admirality in Late Medieval Europe, A. Musson et N. Ramsay (éd)., Woodbridge, 2018, p. 135-147.
- « Je vous jure en mon âme que c’est un piteux fait. Les risques du métier d’homme de guerre à la fin du Moyen Âge », dans Combattre (comme) au Moyen Âge, A. Besson et E. Poulain-Goutrait (éd.), Bien dire et bien aprandre, n° 33 - 2018, p. 95-118.
- [avec A. Marchandisse], « Philibert de Mollans et la confrérie de Saint-Georges (v. 1440) », dans Publication du Centre européen d’études bourguignonnes, n° 58, 2018, p. 227-248.
- « Les registres aux chartes de la Chambre des comptes de Lille au temps des ducs de Bourgogne de la Maison de Valois (1386-1477) », dans L’art médiéval du registre. Chancelleries royales et princières, O. Guyotjeannin (éd.), Paris, 2018, p. 449-466.
- « Guy, seigneur de Roye. Ung moult notable et vaillant chevalier », dans Publication du Centre européen d’études bourguignonnes, n° 59, 2019, p. 41-64.
- « Jean Susque, un écuyer du royaume de Bohême à la cour de Bourgogne », dans Publication du Centre européen d’études bourguignonnes, n° 60, 2020, p. 213-229.
- « Jehan Susque – panoš z Českého královstvi na vévodském dvoře v Burgundsku » dans Jihočeský sborník historický, n° 89, 2020, p. 5-24.
- (avec A. Marchandisse), « Belle et ses amis. Le lévrier à la cour de Bourgogne sous Philippe le Bon », dans Publication du Centre européen d’études bourguignonnes, n° 61, 2021, p. 43-58.
- « Entre prison courtoise et chartre dure et orrible : les lieux et conditions de détention des prisonniers de guerre à la fin du Moyen Âge », Les espaces carcéraux au Moyen Âge, M. Charageat, J. Claustre, E. Lusset, M. Vivas (éd.). https://una-editions.fr/prison-courtoise-et-chartre-dure-et-orrible-prisonniers-guerre-fin-moyen-age
- (avec A. Marchandisse), "Et pour aler devers le roy d'Aragon... Une relation de voyage du seigneur de Créquy et de Toison d'or (mai-octobre 1461)" dans Écrire le voyage au temps des ducs de Bourgogne. Actes du colloque international organisé à l’Université Littoral Côte d’Opale, Dunkerque, J. Devaux, M. Marchal et A. Velissariou (éd.), Turnhout, 2021, p. 129-139.
- (avec A. Marchandisse et C. Masson), « L’ultime voyage de Marie de Bourgogne. Des funérailles de duc ou de duchesse ? », dans Marie de Bourgogne. Figure, principat et postérité d’une duchesse tardo-médiévale, M. Depreter, J. Dumont, E . L’Estrange, S. Mareel (éd.), Turnhout, 2021, p. 309-321.
- « A qui obéir ? Des nobles français engagés dans la guerre civile (1411-1412) », dans Publications du Centre européen d’études bourguignonnes, n° 62, 2022, p. 55-110.
- « Philippe de Ternant (v. 1403-1454), chevalier sans scrupules ? », dans Bretons du Moyen Âge entre guerre et paix. Mélanges en l’honneur de Michael Jones, Y. Coativy, A. Curry et F. Lachaud (dir.) (Annales de Bretagne et des Pays de l’Ouest, tome 130, juin 2023, n° 2), p. 266-291.
- « Une résidence princière au début du XVe siècle : l’hôtel de la Tournelle à Mézières-sur-Meuse », dans Fouiller le Moyen Âge. Miscellanées offertes à Philippe Racinet, Professeur d’histoire et d’archéologie à l’Université de Picardie Jules Verne (Amiens), K. Lemé-Hébuterne, S. Racinet, J. Schwerdroffer et B. Tabuteau (dir.), Publication du CAHMER, vol. 37, année 2023, p. 241-255.
- « After the Battle of Agincourt: A Horse Auction in the Town of Aire », dans Documenting Warfare: Records of the Hundred Years War Edited in Honour of Anne Curry, R. Ambühl et A. King, Woodbridge, Boydel, 2024, p. 235-245.
- La noblesse au service du prince. Les Saveuse : un hostel noble de Picardie au temps de l’État bourguignon, Turnhout, Brepols, 2018 (coll. Burgundica, n° 27).
- « Jehan Susque – panoš z Českého královstvi na vévodském dvoře v Burgundsku » dans Jihočeský sborník historický, n° 89, 2020, p. 5-24 (trad. tchèque de « Jean Susque, un écuyer du royaume de Bohême à la cour de Bourgogne », dans Publication du Centre européen d’études bourguignonnes, n° 60, 2020, p. 213-229).
- Burgundský Stát, Prague, 2023 (trad. tchèque de l’ouvrage L’État bourguignon paru en 1999).
- « Tuplovaný německý hnědak », dans Kytice nelidských řeči, V. Bažant, V. Soukoupová et M. Šorm (éd.), Université Charles de Prague, 2024, p. 171-174.

Sous presse :
- « Philippe le Bon et l’Université de Paris », dans L’université de Dole et les fondations princières au XVe siècle. Actes du colloque de Besançon des 22 et 23 juin 2023, E. Rosenblieh et J. Verger (dir.).
- Les Roye, une famille de voyageurs, croisés et pèlerins (milieu XIVe-début XVe siècle), dans le recueil d’études offerts à Jacques Paviot.
En préparation :
- (avec A. Marchandisse), « Les trois mariages de Jeanne de Hondschoote (1395-1415) », dans les actes du colloque Le mariage noble dans les terres du Nord (Artois, Flandre, Hainaut). Stratégies familiales et expériences individuelles au Moyen Âge (Mont-Saint-Aubert, 12-13 décembre 2024).
- (avec A. Curry), « Une ordonnance de l’hôtel de Charles VI, roi de France (septembre 1418) ».
- Les chevaux du prince. L’écurie des ducs de Bourgogne sous Philippe le Bon et Charles le Téméraire.

### Contributions à des encyclopédies et dictionnaires
- Articles : « Mons-en-Vimeu (Schlacht bei) », « Rochefort (Guy de) », « Saint-Cloud (Schlacht bei) », « Sommestädte », « Soleuvre (Vertrag von) » du Lexikon des Mittelalters.
- Articles : « Jean de Luxembourg », « Jean de Villiers, seigneur de L’Isle-Adam », « Jacques, seigneur de Crèvecoeur », « Dreux II, seigneur de Humières », « Guy de Roye », « Jean V, seigneur de Créquy », dans R. de Smedt (dir.), Les chevaliers de la Toison d’or au XVe siècle, Francfort-sur-le-Main, 2000 (2e éd.).
- Articles : « Reise » et « Table ronde », dans N. Bériou et P. Josserand (dir.), Prier et combattre. Dictionnaire européen des ordres militaires au Moyen Âge, Paris, 2009.
- Articles : « Charles the Bold », « Bulgnéville, battle of », « Commynes, Philippe de », « Grandson, battle of », « Guinegatte, battle of », « 4Héricourt, battle of », « Jean de Villiers », « Montlhéry, battle of », « Nancy, battle of », « Neuss, siege of », « Philip the Bold », « Saint-Aubin du Cormier, battle of », « Steppes, battle of », dans C. J. Rogers (dir.), The Oxford Encyclopedia of Medieval Warfare and Military Technology, 3 vol. New York, 2010.

Organisation d'exposition
- Les grands ducs de Bourgogne – exposition présentée à la Tour Jean sans Peur (Paris) d’avril à novembre 2009.